# Jean-Luc Thérier
Jean-Luc Thérier, dit Le Fox, né le 7 octobre 1945 à Hodeng-au-Bosc (Seine-Inférieure) et mort le 31 juillet 2019 à Bully (Seine-Maritime),, est un pilote de rallye français qui a remporté trois fois des titres de champion de France au classement général, ainsi qu'une Coupe de France. Avec trois victoires et deux secondes places, il a dominé le premier championnat du monde des rallyes en 1973, alors que le titre « pilotes » n'existe pas encore.

## Biographie
De 15 à 20 ans, Jean-Luc Thérier s'adonne à des compétitions de karting, terminant champion de Normandie à l'âge de 18 ans. À 21 ans il passe sur route, avec des véhicules de type Citroën en 1966 (vainqueur alors des rallyes de Foucarmont sur Citroën 11 BL et de Gournay sur Citroën Dyane 6, puis R8 Gordini (1 100 cm3 puis 1 300 cm3), terminant la même année troisième de la finale de la Coupe Gordini au Mans.
Il court au volant de voitures Renault ou Alpine de 1966 à 1975, puis de 1982 à 1984 (avec un intermède Toyota de 1976 à 1981) tout en tenant un garage Citroën à Neufchâtel-en-Bray. Il est considéré par les siens (à titre fictif, car le titre officiel ne sera créé qu'en 1979) comme le premier champion du Monde pilote de rallye en 1973 sur Alpine-Renault (sur décompte officieux des points en 1973, avec 3 victoires et 2 troisièmes places, et malgré une disqualification contestée au rallye de Pologne terminé avec le meilleur temps). Avec Nicolas, Darniche et Andruet, ils forment cette année-là le groupe dit des Musketeers (surnom donné par la presse anglo-saxonne), vainqueurs du premier championnat du monde des constructeurs pour la marque Alpine-Renault.
En 1974, il remporta le Rallye Press on Regardless américain (ou P.O.R. de Détroit - Michigan), avec pour copilote le belge Christian Delferier, sur Renault 17 Gordini.
Au Rallye Monte-Carlo, il obtient deux podiums (second en 1971 et troisième en 1982) ainsi qu'une victoire en deux roues motrices en 1984, en 13 participations de 1969 (1er du Groupe 1 sur R8 Gordini) à 1984.
Il a également à son actif des participations à des épreuves sur circuit, notamment aux 24 Heures du Mans à quatre reprises, en 1967, 1968 (terminant 10e avec Bernard Tramont sur Alpine A210 Renault-Gordini 1,3 L), 1969 et 1977 (il est ainsi vainqueur du Trophée Rallye Chinetti en 1967 (créé en 1966 pour récompenser de jeunes pilotes français), et 1erau Rendement Énergétique en 1968), sur des Alpine.
Il est aussi vainqueur de 14 courses de côtes nationales, en groupe GT ou GT Spéciale, sur Alpine A110.
N'étant pas un grand adepte des parcours de reconnaissance avant les épreuves, il affectionnait les courses dites « à l'aveugle », comme au rallye R.A.C., son terrain de prédilection étant la surface terre, et son rallye « fétiche » sur celle-ci le Rallye des 1000 Pistes, avec 5 victoires dont 3 consécutives en 10 éditions de l'épreuve.
Après une dernière apparition en championnat mondial lors du Rallye Monte-Carlo en 1984 (4e avec Michel Vial sur Renault 5 Turbo du team privé Diac), Jean-Luc Thérier est victime d'un grave accident lors de la troisième étape du Rallye Paris-Dakar 1985, alors qu'il est en passe de réaliser le meilleur temps de la spéciale à bord d'une modeste Citroën Visa 1000 Pistes. Cet accident met un terme à sa carrière.
Son copilote Jacques Jaubert (hu) lui a consacré un ouvrage en 1998, réimprimé en 2008 : Jean-Luc Thérier, 20 ans de rallyes 1965-1985, le temps des copains, préfacé par David Douillet (éd. du Palmier - Nîmes).
Jean-Luc Thérier meurt le 31 juillet 2019 à Neufchâtel-en-Bray,.

## Victoires en championnat international des marques
Le championnat international des marques (parfois désigné championnat d'Europe des marques, ou International Championship for Manufacturers) fut disputé de 1970 à 1972, avant la création du championnat du monde des rallyes en 1973.
| # | Saison | Rallye                        | Pays   | Copilote          | Voiture           |
| - | ------ | ----------------------------- | ------ | ----------------- | ----------------- |
| 1 | 1970   | 1er Rallye Sanremo-Sestrières | Italie | Marcel Callewaert | Alpine A110 1600S |
| 2 | 1970   | 18e Rallye de l'Acropole      | Grèce  | Marcel Callewaert | Alpine A110 1600S |

En 1970, la marque Alpine termine vice-championne du monde des constructeurs avec 26 points, à 2 points de Porsche seulement; en 1971, elle remporte le Championnat international des marques, Thérier faisant partie des équipages de l'équipe d'usine, essentiellement emmenés par le suédois Ove Andersson (J-L.Thérier terminant ainsi 2e du Rallye Monte-Carlo 1971 sur l'Alpine A110 1600S).

## Victoires en championnat du monde des rallyes

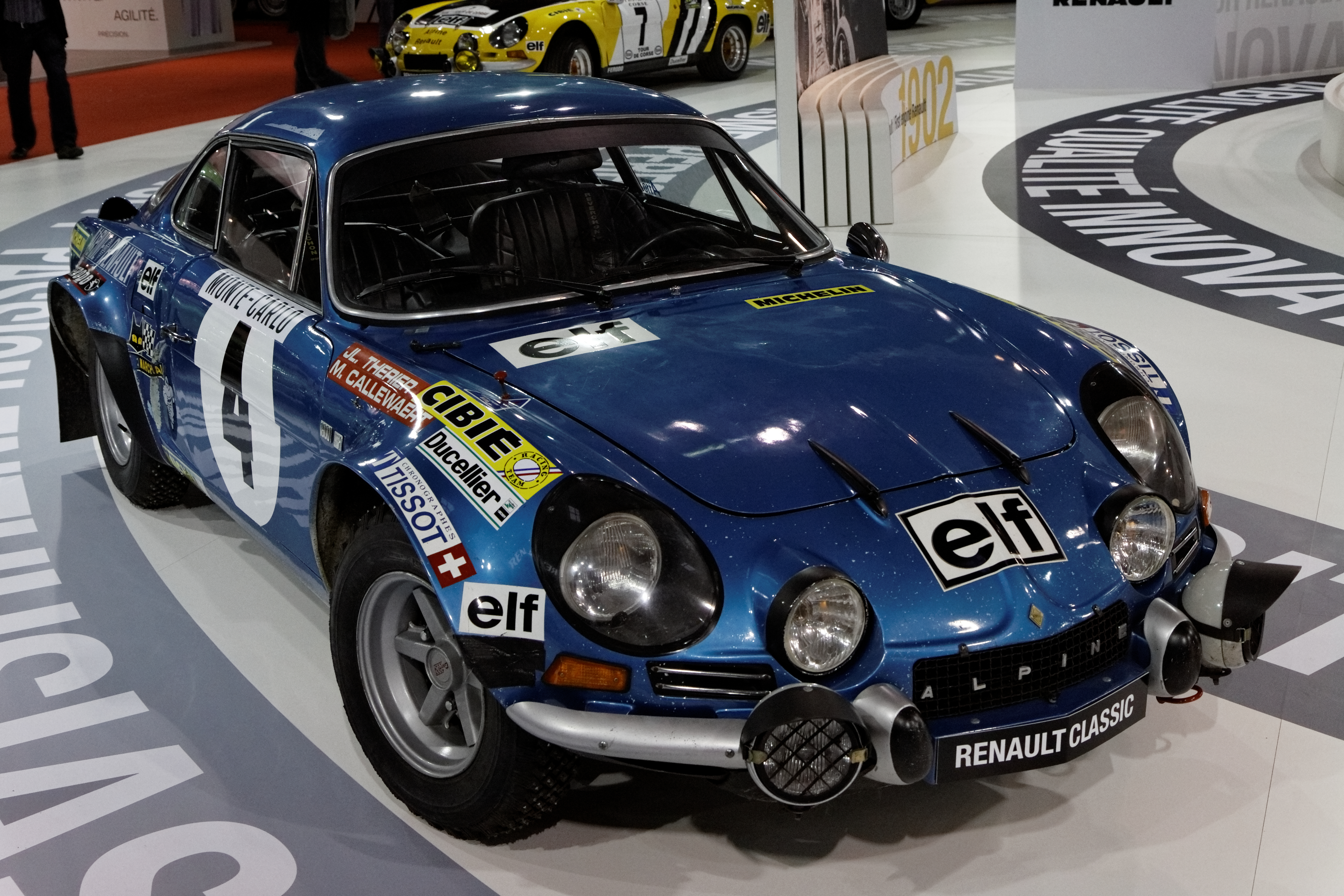
L'Alpine A110 1800 de J-L.Thérier et Marcel Callewaert, 5e du rallye Monte-Carlo 1973.

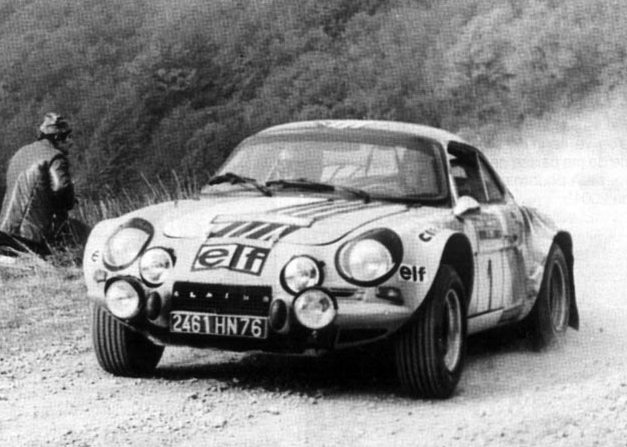
J-L Thérier en 1973, vainqueur du rallye San Remo, au volant d'une Alpine A110.

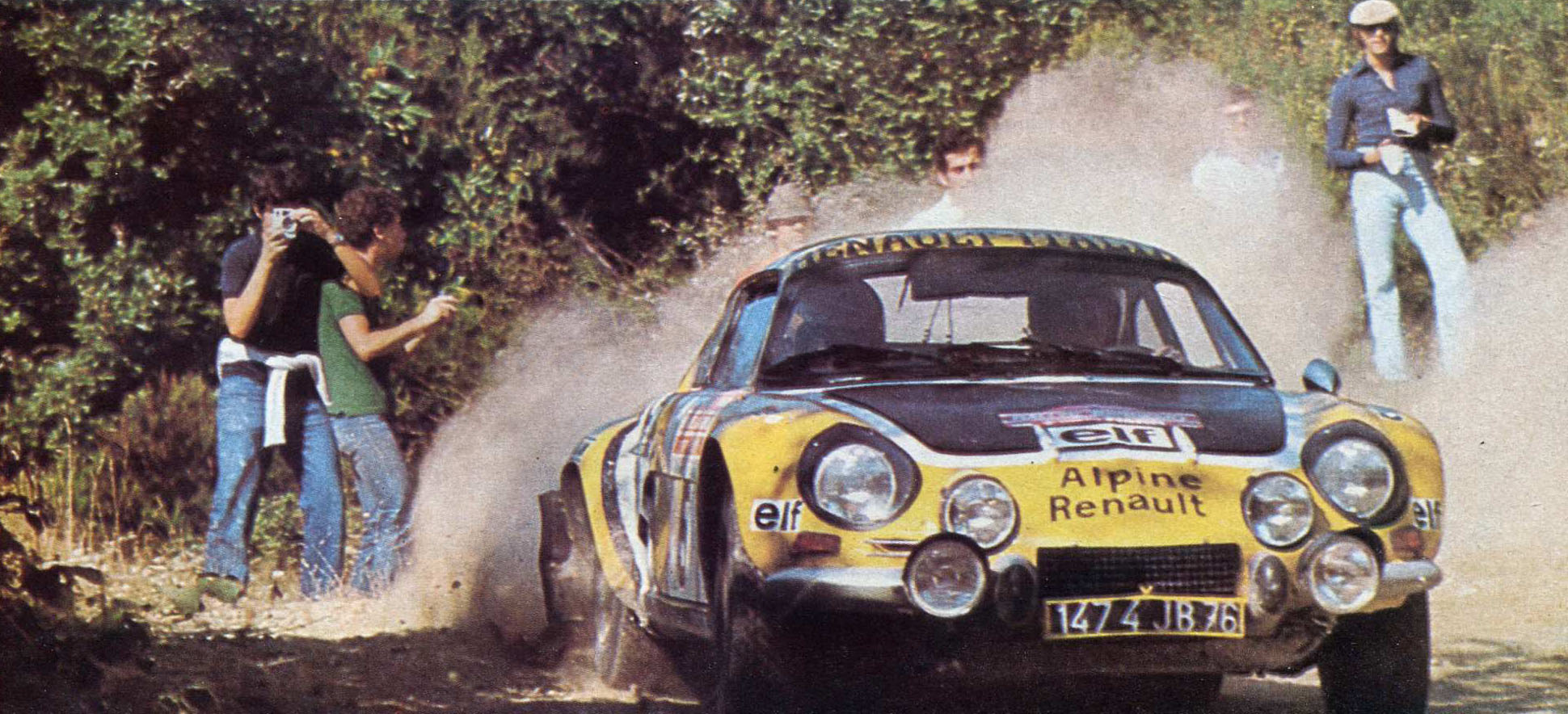
L'Alpine A110 1800 de Thérier, 3e du Rallye Sanremo 1975.

Références : Jonkka's World Rally Archive, RallyBase
| # | Saison | Rallye                         | Pays       | Copilote             | Voiture            |
| - | ------ | ------------------------------ | ---------- | -------------------- | ------------------ |
| 1 | 1973   | 7e Rallye du Portugal          | Portugal   | Jacques Jaubert (hu) | Alpine A110 1800   |
| 2 | 1973   | 21e Rallye de l'Acropole       | Grèce      | Christian Delferier  | Alpine A110 1800   |
| 3 | 1973   | 15e Rallye Sanremo             | Italie     | Jacques Jaubert (hu) | Alpine A110 1800   |
| 4 | 1974   | 26e Rallye Press on Regardless | États-Unis | Christian Delferier  | Renault 17 Gordini |
| 5 | 1980   | 24e Tour de Corse              | France     | Michel Vial (hu)     | Porsche 911 SC     |

(J-L.Thérier est également 3e aux rallyes de Suède et de France (Tour de Corse) en 1973 sur Alpine A110 1800, 3e au Tour de Corse en 1974, 3e au rallye Sanremo en 1975, 3e au Rallye Monte-Carlo en 1982, ainsi que vainqueur de la catégorie 2WD au Rallye Monte-Carlo en 1984 sur Renault 5 Turbo)

## Titres nationaux
| Saison | Titre                                       | Voiture               |
| ------ | ------------------------------------------- | --------------------- |
| 1966   | 3e de la Coupe Gordini (1re édition)        | Renault 8 Gordini     |
| 1967   | Trophée Chinetti                            |                       |
| 1967   | Champion de France des rallyes classe 4/6   | Alpine A210 prototype |
| 1968   | Champion de France des rallyes groupe 1     | R8 Gordini 1 300 cm3  |
| 1973   | Champion de France des rallyes sur asphalte | Alpine A110 1800      |
| 1979   | Coupe de France des rallyes sur terre       | Toyota Celica         |
| 1980   | Champion de France des rallyes sur terre    | Toyota Celica         |
| 1982   | Champion de France des rallyes sur asphalte | Renault 5 Turbo       |

NB: en 1979, il devient le premier pilote à réussir à remporter les deux championnats nationaux asphalte et terre, suivront plus tard Bruno Saby et Jean-Marie Cuoq

## Victoires en championnat de France des rallyes (asphalte)
- 1968 : Champion de France du groupe 1 (R8 Gordini 1 300 cm3) (catégorie tourisme = actuel groupe N; 4e au général), remporte les rallyes: Lyon Charbonnières et Critérium des Cévennes en groupe 1;
- 1969 : Rallye Monte-Carlo, Rallye Neige et Glace, Rallye de Lorraine, Ronde Cévenole, le tout en groupe 1 (R8 Gordini 1 300 cm3)[20]
- 1973 : Ronde Cévenole (Alpine A110 1800);
- 1975 : Ronde Cévenole, Ronde Vercors-Vivarais (Alpine A310 1800);
- 1980 : Tour de Corse (Porsche 911 SC "Alméras");
- 1982 : Critérium Alpin de Grasse (Jean Behra) (R5 Turbo  de Renault Chartres);
- 1983 : Rallye d'Antibes (et championnat d'Europe) (R5 Turbo Tour de Corse de Renault Chartres);

Autres divisions:
- 1966 : Rallye Jeanne d'Arc: 1er du groupe 2 (R8 Gordini 1 100 cm3)[3];
- 1967 : Rallye Jeanne d'Arc (sur R8 Gordini 1 300 cm3)[3];
- 1971 : Rallye Jeanne D'Arc (Alpine A110)[3];
- 1972 : Critérium des Cévennes (Alpine A110 1600 Turbo), Rallye Infernal (Renault Rodeo 4X4), Rallye de l'Ouest (Alpine A110)[3];
- 1973 : Rallye Jeanne d'Arc (Alpine A110 1800);
- 1979 : Rallye de Bourgogne (Toyota Celica), Rallye Bordeaux Sud-Ouest (Proto Autobianchi A112 Abarth "Chardonneret" Gr.5.);
- 1983 : Rallye Jeanne d'Arc (R5 Turbo Tour de Corse Renault Chartres);
- 1984 : Rallye Jeanne d'Arc (5) (alors en 2e division) (R5 Turbo Tour de Corse Renault Chartres).

NB: le rallye normand Jeanne d'Arc ne fut retenu en championnat de France D1 qu'en deux occasions, en 1976 (victoire de Bernard Béguin) et en 1977 (victoire de Bernard Darniche)

## Victoires en coupe de France puis championnat de France des rallyes sur terre
- 1977 : Rallye de Touraine, Premières Terre, Rallye des 1000 Pistes (Toyota Célica);
- 1978 : Première Terre, Rallye des 1000 Pistes (Toyota Célica);
- 1979 : Rallye du Mistral, Rallye de Bourgogne, Première Terre, Rallye des 1000 Pistes, Terres de Beauce (+ titre coupe);
- 1980 : Terre des Garrigues, Terre de Charente, Terre de Quercy, Rallye des 1000 Pistes (+ titre championnat);
- 1982 : Rallye des 1000 Pistes, Rallye Terre de Biarritz (R5 Turbo de Renault Chartres).

## Victoires en courses de côtes françaises
- 1969 : Course de côte de Neufchâtel-en-Bray (Alpine A110 1re en catégorie GT)
- 1969 : Course de côte la Neuville-en-Hez (Alpine A110 1re en catégorie GT)
- 1969 : Course de côte de Belbeuf (Alpine A110 1re en catégorie GT)
- 1970 : Course de côte de Dieppe (Alpine A110 1re en catégorie GT)
- 1971 : Course de côte de Neufchâtel-en-Bray (Alpine A110 1re en catégorie GT Spéciale)
- 1971 : Course de côte de Tancarville (Alpine A110 1re en catégorie GT Spéciale)
- 1971 : Course de côte de Pouilly (Alpine A110 1re en catégorie GT Spéciale)
- 1972 : Course de côte de Neufchâtel-en-Bray (Alpine A110 1re en catégorie GT Spéciale)
- 1972 : Course de côte de Beauvais (Alpine A110 1re en catégorie GT Spéciale)
- 1972 : Course de côte de Charnizay (Alpine A110 1re en catégorie GT Spéciale)
- 1972 : Course de côte de Pouilly-en-Auxois (Alpine A110 1re en catégorie GT Spéciale)
- 1972 : Course de côte de Tancarville (Alpine A110 1re en catégorie GT Spéciale)
- 1972 : Course de côte de Cacharat[21],[22],[23] (Alpine A110 1re en catégorie GT Spéciale)
- 1972 : Course de côte du Mont-Dore (Alpine A110 1re en catégorie GT Spéciale).

## Victoires en championnat d'Allemagne des rallyes
- 1980 : Hunsrück rallye, en catégorie TS (Golf GTI, Gr. 2)
- 1981 : Hunsrück rallye, en catégorie TS (Golf GTI, Gr. 2)

## Divers
- 1969 : Rallye Andernach Saint Amand les Eaux (Alpine A110 1440)[20];
- 1971 : Quatre-Vingt-Seize Heures du Nürburgring (sur Alpine-Renault A110, avec Jacques Henry et Maurice "Nus" Nusbaumer) (7e et dernière édition de l'épreuve, dite Marathon de la Route);
- 1972 : 1er en Classe GT 1.6 aux 500 km du Nürburgring (13e);
- 1976 : 24 Heures de Chamonix (Toyota Corolla, avec J-P Nicolas), sur glace;
  - 1972 : 2e de la Ronde de Serre Chevalier (Alpine A110), sur glace;
  - 1974 : 2e du rallye du Maroc (Renault 17 Gordini, derrière Jean-Pierre Nicolas et hors WRC cette année-là);
- 1980 : Critérium des Garrigues, et Ronde Cévenole en Championnat d'Europe (Toyota Corolla)

## Participations aux24 Heures du Mans
Jean-Luc Thérier participe quatre fois aux 24 Heures du Mans:
| Année | Équipe                         | Véhicule    | Coéquipier          | Coéquipier   | Classement                                | Abandon      |
| ----- | ------------------------------ | ----------- | ------------------- | ------------ | ----------------------------------------- | ------------ |
| 1967  | North American Racing Team     | Alpine M64  | Francois Chevalier  |              | Abandon                                   | Casse moteur |
| 1968  | Société des Automobiles Alpine | Alpine A210 | Bernard Tramont     |              | 10e, et vainqueur de l'indice énergétique |              |
| 1969  | Société des Automobiles Alpine | Alpine A220 | Jean-Pierre Nicolas |              | Abandon                                   | Défection    |
| 1977  | Bernard Decure                 | Alpine A310 | Bernard Decure      | Jacky Cauchy | Abandon                                   | Casse moteur |

### Vidéothèque
- La Berlinette Alpine-Renault - La reine des rallyes, film de Francis Maze, avec Jean-Luc Thérier, ainsi que Bernard Darniche, Jean Rédélé, François Lhermoyer et Jacques Cheinisse, éd. E.P.I. Diffusion, 95 min (2003).